# Escut de Malta
L'escut de Malta es descriu en l'Acta sobre l'Emblema i el Segell Públic de Malta de 1988 com un escut amb la representació heràldica de la bandera nacional; al damunt, una corona mural d'or amb una porta i vuit torres (se'n veuen cinc), que representa les fortificacions de Malta i al·ludeix al fet de ser una ciutat estat; al voltant de l'escut, una branca d'olivera a la destra i una palma a la sinistra, símbols de la pau i associats tradicionalment amb Malta, totes dues al natural, unides a la base per una cinta blanca amb el dors vermell on hi ha escrita la llegenda REPUBBLIKA TA' MALTA ('República de Malta' en maltès), en lletres majúscules de color negre.
Apareix també a la bandera del President de Malta i a les monedes de 10, 20 i 50 cèntims d'euro.

## Escuts usats anteriorment
Abans dels britànics, Malta estava ocupada per molts estats europeus com Espanya, Els Cavallers de l'Orde de Sant Joan de Jerusalem i França entre ells.

1091-1130
1130-1194
1194-1198
1198-1212
1212-1254
1254-1258
1258-1266
1266-1282
1282–1285
1285–1409
1409–1410
1412–1416
1416–1458
1458-1468
1468-1516
1516-1530
1530-1798
1798–1800

### Escuts entre 1800 i 1964
Malta va ser un protectorat britànic de 1800 a 1813 i una colònia de 1813 a 1964. L'escut d'armes utilitzat a Malta eren les armes de la Gran Bretanya:

1800–1801
1801–1816
1816–1837
1901–1952
1952–1964

Tanmateix, Malta va tenir tres insígnies colonials entre 1875 i 1964. La primera (1875 – circa 1898) mostrava una creu blanca de Malta sobre un panell blanc-i-vermell, la segona (circa 1898 – 1943) mostrava un escut blanc-i-vermell (com les armes de Mdina), i el tercer (1943–1964) era com les armes de 1898, però amb una Creu de Sant Jordi sobre un cantó blau. a la meitat blanca. Les tres insígnies apareixien a les banderes de l'estat maltès i a la bandera del governador:

1875 – circa 1898
{circa 1898 – 1943
1943–1964

### Escut d'armes entre 1964 i 1975

Escut de Malta entre 1964 i 1975

Escut del governador General deMalta

- Entre 1964 i 1975 el nou estat maltès independent era simbolitzat per un escut de tradició britànica amb els colors de la bandera nacional aguantat per dos dofins, un amb una branca d'olivera i l'altre amb una palma. Per timbre, un elm d'or amb llambrequins d'argent i de gules i, al damunt, una corona mural també d'or. Sota l'escut, unes ones d'atzur en al·lusió a la Mediterrània, la Creu de Malta de vuit puntes en representació de l'orde de Sant Joan i una cinta amb el lema en llatí VIRTUTE ET CONSTANTIA ('Valor i constància'). Actualment, aquest és el lema de l'Orde Nacional del Mèrit.
- L'11 de juliol de 1975, un any després que Malta esdevingués una república, es va adoptar un nou escut de forma circular on es representava una escena marinera, amb el sol ixent, un luzzu (barca maltesa tradicional) al mar i, a la costa, un rem i una forca encreuats i una figuera de moro, tot plegat símbols relacionats amb l'arxipèlag maltès. L'escut anava acompanyat del nom de la república en maltès.

També es va utilitzar una versió amb un lleó guardant a la Corona de Sant Eduard en comptes de la corona mural, i això va servir com a escut del Governador General de Malta.

## Escut entre 1975 i 1988

Escut d'armes de Malta de 1975 a 1988

Aquest emblema va ser adoptat l'11 de juliol de 1975, set mesos després que Malta es convertís en república. Mostrava una escena costanera amb el sol naixent, una dgħajsa (embarcació tradicional maltesa), una pala i una forca, i una Opuntia. Tots aquests símbols estan una mica connectats a Malta. A sota de la imatge hi havia escrit el nom aleshores nou de l'estat Repubblika ta' Malta (República de Malta).
El primer ministre maltès, Dom Mintoff, havia volgut canviar l'escut d'armes de 1964 des que va prendre la corona mural com a representant de la reialesa i, per tant, no tenia lloc a l'escut d'armes de Malta republicana.
L'emblema va ser controvertit, ja que no era heràldic, i va ser substituït per l'escut actual poc després que el Partit Nacionalista guanyés les eleccions generals malteses de 1987. Es va proposar que es tornés a adoptar l'escut de 1964, però finalment se'n va triar una versió simplificada. El nou escut va ser dissenyat per Adrian Strickland, que va preparar els esbossos preliminars, i Robert Calì, que va acabar el disseny.